# Марьино (Ельнинский район)
Ма́рьино    — деревня  в Ельнинском районе Смоленской области России. Население – 12 жителей (2007 год)   Расположена в юго-восточной части области  в 28 км к северо-востоку от города Ельня, в 8 км к северо-западу от границы с Калужской областью. В 12 км южнее деревни железнодорожная станция Теренино на линии Смоленск  - Сухиничи. Входит в состав Мазовского сельского поселения.

## История
В 1942 году в деревне находился подпольный райком КПСС.